# David Yelldell
David Yelldell (* 1. října 1981, Stuttgart, Německá spolková republika) je americký profesionální fotbalista narozený v Německu, který hraje na postu brankáře za německý klub Bayer 04 Leverkusen v nejvyšší německé lize Bundeslize. V Leverkusenu působí od léta 2011, předtím působil ku příkladu v anglickém Blackburn Rovers nebo v německém MSV Duisburg.

## Klubová kariéra
V letech 2003 a 2004 byl Yelldell náhradníkem jiného amerického brankáře Brada Friedela u anglického Blackburnu Rovers. Následující roky působil u německého týmu Stuttgarter Kickers, kde prožil úspěšnou kvalifikaci do třetí německé ligy.
V týmu TuS Koblenz byl Yelldell brankářskou jedničkou. V sezóně 2008/2009 se s týmem probojoval do druhé německé Bundesligy. V sezóně 2009–2010 bojoval Koblenz neúspěšně o záchranu v této soutěži. Na neúspěchu se mohlo podílet i Yelldellovo zranění, které mu znemožnilo nastoupit v posledních čtyřech ligových utkáních.
V létě 2010 se upsal klubu MSV Duisburg, za který odchytal první zápas 13. srpna 2010 v prvním kole německého poháru DFB proti domácímu VfB Lübecku. Duisburg zvítězil 2–0. Cesta Duisburgu německým pohárem nakonec skončila až ve finále. Zde Duisburg podlehl lokálnímu rivalovi v podobě Schalke 04.
V další sezóně 2011–2012 už Yelldell nebyl součástí Duisburgu, neboť přestoupil k německému prvoligovému celku Bayeru 04 Leverkusen za částku 260 tisíc eur. V Leverkusenu podepsal kontrakt do konce června 2014. Svůj debut za Leverkusen si odbyl 30. července 2011 v prvním kole poháru DFB proti Dynamu Dresden, ve kterém Werkself prohráli 3–4 i přes to, že vedli již po hodině hry 3–0. Od té doby si zatím nepřipsal žádný jiný start (k 22. únoru 2012).

## Reprezentační kariéra
Když Yelldell působil v Blackburnu Rovers, sledoval jej trenér americké reprezentace do 23 let Glenn Myernick. USA se ovšem nekvalifikovalo na Olympijské hry v roce 2004, a tak Yelldell nakonec nebyl do reprezentace povolán.
Až v březnu 2011 obdržel Yelldell od trenéra Boba Bradleyho pozvánku do národního mužstva USA na přátelské zápasy proti Argentině a Paraguayi. Na svém kontě tak má prozatím jeden reprezentační zápas (k 22. únoru 2012).

## Osobní život
Yelldell je svobodný a bezdětný. Disponuje jak německým, tak americkým občanstvím, neboť jeho matka je Němka a otec Američan.